# Данувек
Данувек (пол. Danówek) — село в Польщі, у гміні Граєво Ґраєвського повіту Підляського воєводства.
Населення — 50 осіб (2011).
У 1975-1998 роках село належало до Ломжинського воєводства.

## Демографія
Демографічна структура станом на 31 березня 2011 року:
|          | Загалом | Допрацездатний вік | Працездатний вік | Постпрацездатний вік |
| -------- | ------- | ------------------ | ---------------- | -------------------- |
| Чоловіки | 28      | 5                  | 22               | 1                    |
| Жінки    | 22      | 5                  | 14               | 3                    |
| Разом    | 50      | 10                 | 36               | 4                    |